# Wage (Zeitung)
Die Wage – Zeitschrift zur Besprechung der Angelegenheiten des Volkes war eine Zeitung in der Zeit der Märzrevolution im Fürstentum Lippe, deren erste Redakteure Karl Vette, Carl Volckhausen und Gustav Adolf Wolff waren. Gedruckt und verlegt wurde die Zeitung bei der Buchdruckerei F. L. Wagener aus Lemgo.
Die Wage beobachtete  die ersten demokratischen Gehversuche kritisch und bemängelte Unzulänglichkeiten der Wahlpraxis. Das Blatt trat in Konkurrenz zu den 1835 gegründeten Vaterländischen Blättern, die im Wesentlichen bürgerlich-liberal und auf der Seite einer konstitutionellen Monarchie blieben.
Karl Vette hatte im Mai 1848 in Detmold einen „Volksverein“ mitgegründet. Der Lemgoer Verleger Gustav Adolf Wolff schied bereits Anfang Juli 1848 aus der Redaktion aus. Ihn ersetzte ab dem 15. Juli 1848 der Detmolder Advokat Otto Dresel. Carl Volckhausen war Lehrer am Detmolder Gymnasium und ebenfalls Mitglied des Volksvereins. Auf Druck der Schulbehörde musste auch Volckhausen im August 1848 aus der Redaktion ausscheiden. Später (1867) wurde er Chefredakteur der Frankfurter Zeitung. Ab dem 20. September kam der Lemgoer Friedrich Leizmann als Redakteur hinzu. Im September 1849 schied Otto Dresel angesichts einer drohenden, politisch motivierten Haftstrafe aus und emigrierte in die USA.
Bis zuletzt war die Wage eng verwoben mit den demokratischen Volksvereinen, über die das Blatt häufig berichtete. Am 7. September 1852 wurde die Zeitschrift verboten.
Die Wage erschien zweimal wöchentlich, mittwochs und sonnabends.